# Baní
Baní ist eine Stadt in der Dominikanischen Republik. Sie ist der Hauptort der Provinz Peravia und hat 111.658 Einwohner (Zensus 2022) in der städtischen Siedlung. In der Gemeinde Baní leben 158.019 Einwohner.

## Geschichte
Die Stadt Baní ist die Hauptstadt der Provinz Peravia. Dies ist eine eng verbundene Gemeinde mit Familien und Nachbarschaften, die mehrere Jahrhunderte zurückreichen.
Baní ist ein Taíno-Wort und bedeutet „reichlich Wasser“. Das Gebiet wurde nach einem wichtigen Taíno-Anführer des Maguana-Volkes benannt. Aber erst 1764 kam eine Gruppe von Nachbarn, die um ihre Sicherheit besorgt waren, zusammen, um ein Grundstück zu kaufen, das groß genug war, um ein eigenes Dorf im Tal von Baní zu bauen. Historiker geben die Summe dieses Kaufs mit „300 pesos fuertes“ für ein Grundstück namens Cerro Gordo an.
Der lokale Strand ist „Playa Los Almendros“ (Almendros Strand), der 6 km südlich des zentralen Platzes liegt. Das ursprüngliche Design der Stadt folgt dem klassischen spanischen Platz, mit einem Park in der Mitte der Stadt, umgeben von der örtlichen Kirche und der örtlichen Regierung (Büro des Bürgermeisters).
Baní ist von vielen kleineren Orten umgeben, von denen viele ihre eigene Identität haben. Ein Beispiel ist Paya, das im ganzen Land für seine Süßigkeiten auf Milchbasis bekannt ist (am bekanntesten ist „Dulce de Leche“, oder Milchbonbon). Ein anderes ist Salinas, eine Stadt an der Bucht von Salinas, wo Salz produziert wird. Salinas ist berühmt für seine Sanddünen, die die Dominikanische Republik zu dem Land mit den größten Sanddünen in der Karibik machen.
Die Stadt bildet den Sitz des Bistums Baní.

## Persönlichkeiten
- Máximo Gómez (1836–1905), General des Unabhängigkeitskrieges
- José González (* 1995), Sprinter